# پوکاجیرکا
پوکاجیرکا (به اسپانیایی: Pucajirca) یک کوه در پرو است که در منطقه انکاش واقع شده‌است. پوکاجیرکا ۶٬۰۴۶ متر بالاتر از سطح دریا واقع شده‌است.